# Klippkyrkorna i Lalibela

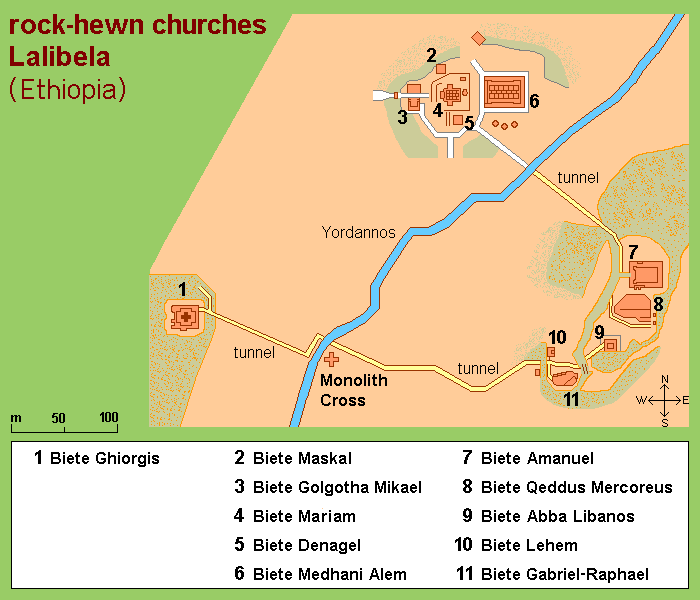
Karta över Lalibela.

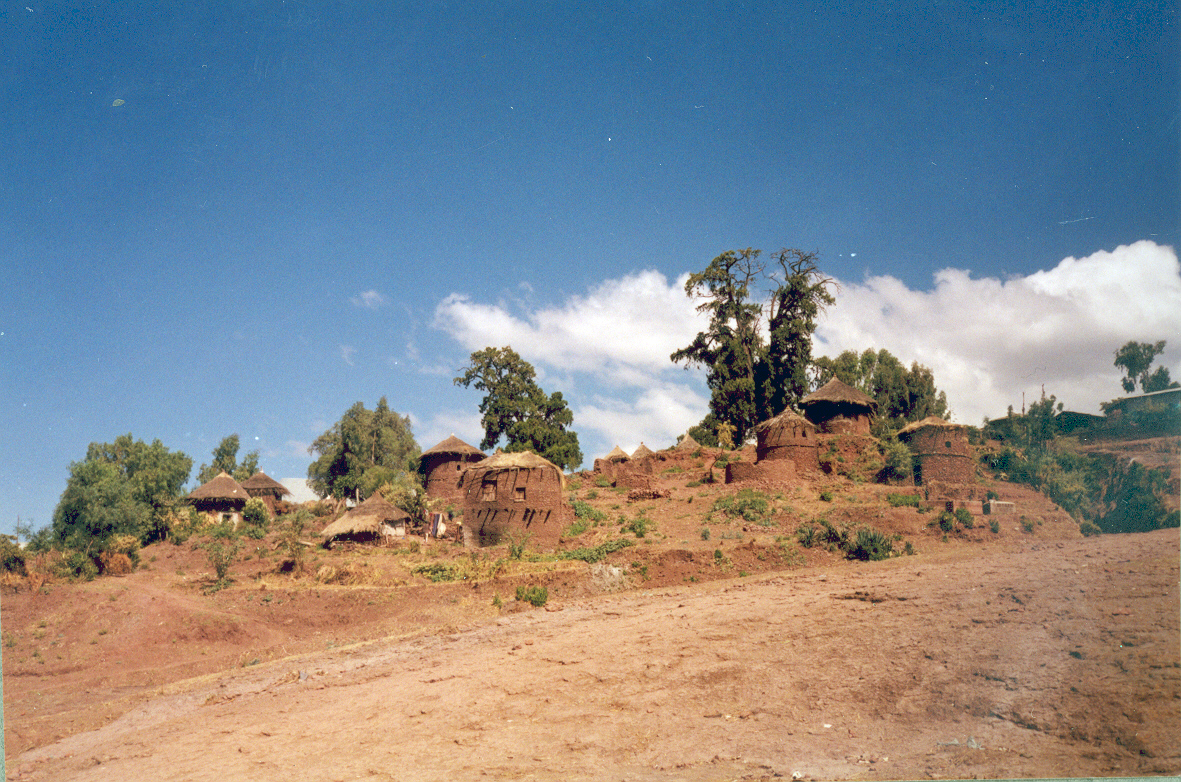
Bild över Lalibela.

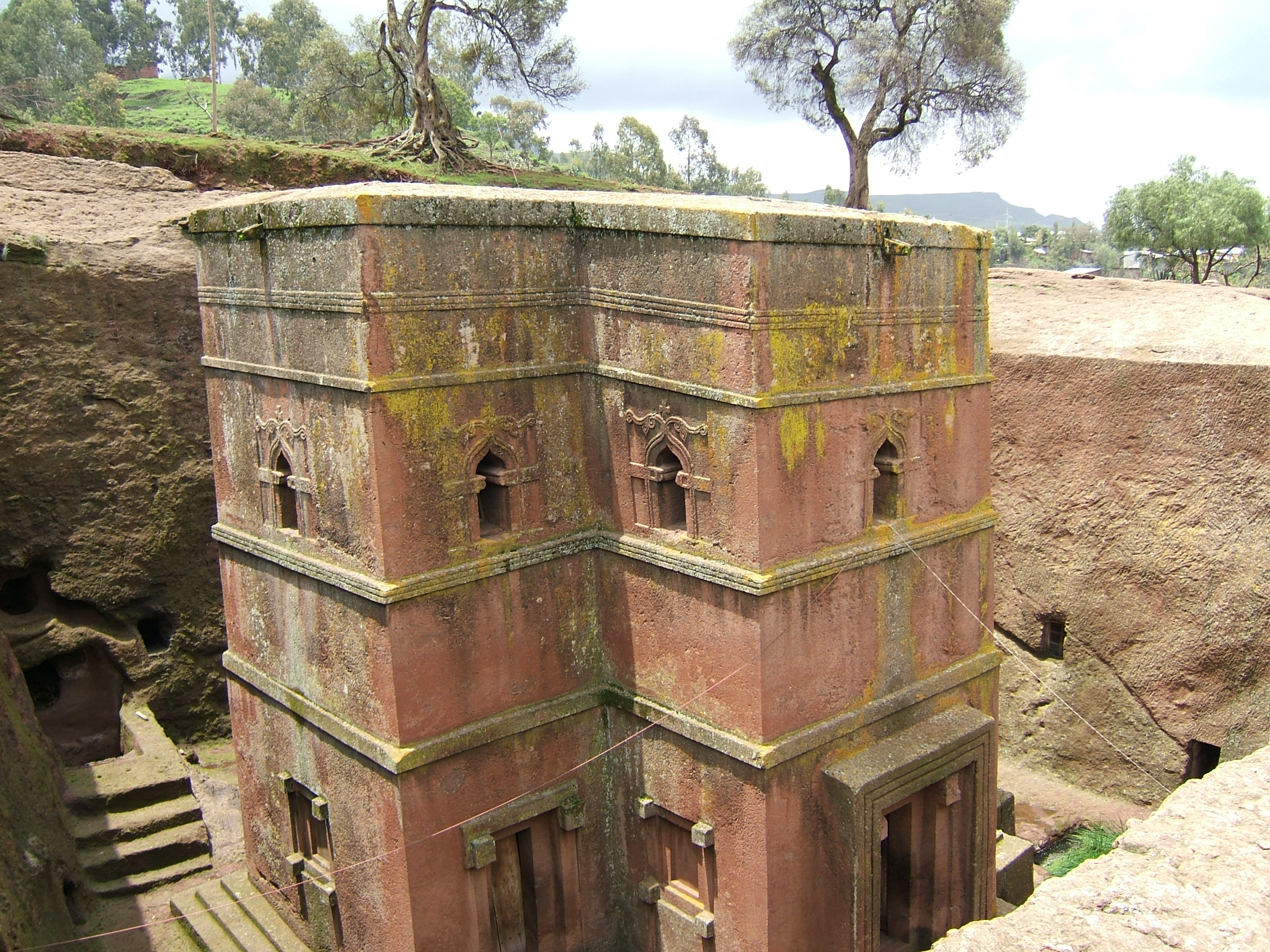
Bet Giyorgis.

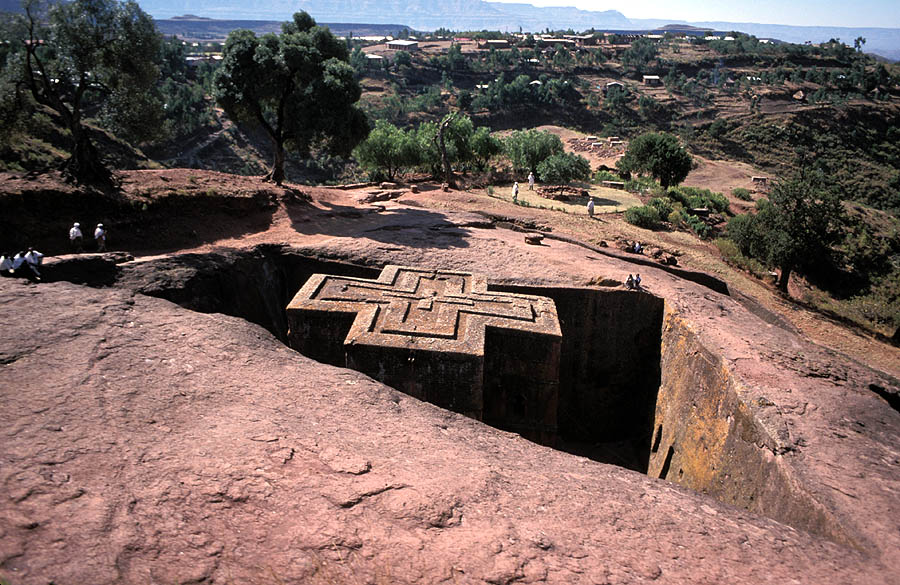
Bet Giyorgis sedd ovanifrån.

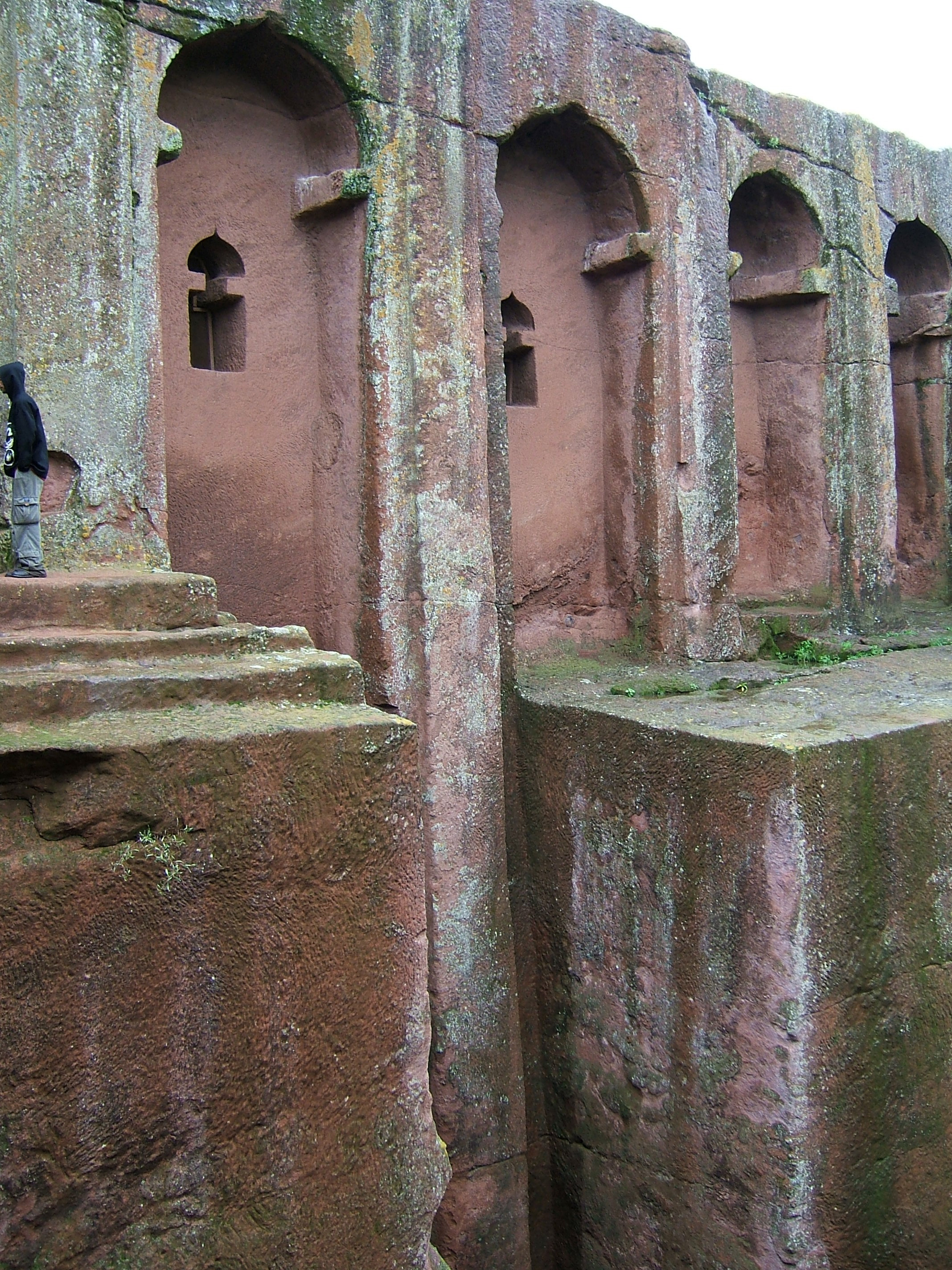
Bet Amanuel.

Det historiska området Klippkyrkorna i Lalibela är en arkeologisk plats i Etiopien beläget i höglandet cirka 2600 m öh, och ligger 640 km norr om Addis Abeba. Moderna Lalibela är en ort i kilill (provins) Amara med cirka 9.000 invånare. Platsen upptogs på Unescos världsarvslista 1978 och är en pilgrimsort för många kristna och används än idag framför allt under kristna högtider.

## Historia
Området Lalibela, som tidigare kallats Roha, uppkallades av kungen Lalibela. Han namn betyder "Bina erkänner hans suveränitet" då han hade en bisvärm runt sin säng som spädbarn utan att bli skadad, något som tolkades som ett tecken. Han regerade åren 1181 till 1221. Enligt legenden konverterade han till kristendomen och tillbringade även en tid i Jerusalem. Området uppfördes under 1200-talet under Zagwedynastin efter att kung Lalibela hade en gudomlig uppenbarelse. Enligt fader Francesco Alvarez, som deltog i den portugisiska beskickningen till Etiopien 1520-6, berättade Lalibelas präster att kyrkorna tagit 24 år att bygga, och att de konstruerats av vita män. Enligt vissa källor ska detta ha varit tempelherrar som följde Lalibela från Jerusalem. Kyrkorna är uthuggna direkt ur klippan och betecknas därför som monolitbyggnader. Förutom kyrkobyggnaderna finns även en mängd uthuggna grottor, tunnlar, kryptor och gångstigar och igenom området löper den konstgjorda floden Yordannos.

## Norra delen
Ordet "Bet" (även Bete och Biete) betyder "hus".
- Bete Medhane Alem - "Världens frälsares hus", byggd att likna ett antikt grekiskt tempel med fyrkantiga kolumner såväl utomhus som inomhus. Inomhus finns symboliska gravar av Abraham, Isak och Jakob. Bygget anses som världens största monolitkyrka med en höjd av cirka 11,5 m.
- Bete Meskel - "Korsets hus", byggd som en 11 m bred galleri som delas av en kolumnrad. Under kyrkan finns några grottor.
- Bete Mikael - "Mikaels hus" även känd som "Bet Debre Sina", byggd i ett hov och två kor, inomhus finns Jesuskapellet och Selassikapellet och utanför Adams symboliska grav.
- Bete Golgotha - "Golgatas hus", rik på konstföremål och enligt legenden ska den innehålla Lalibelas grav.
- Bete Maryam - "Jungfru Marias hus", troligen den äldsta byggnade, omgiven av en stor gård och byggd med en lyen veranda. Inomhus finns även spår kvar av fresker.
- Bete Ghel - "Martyrernas hus", även känd som Bet Danaghel, liten byggnad med en höjd på endast cirka 3,5 m, enligt legenden ska denna kyrka hedra de nunnor som avrättades på kejsar Julians order

## Västra delen
- Bete Giyorgis - "Sankt Georgs hus", anses som den mest detaljrika byggnaden och troligen den mest berömda och mest avbildade av Lalibelas kyrkobyggnader. Enligt legenden blev Sankt Göran, Etiopiens skyddshelgon rasande för att ingen kyrka uppkallats efter honom och så kom Bet Giyorgis till.

## Östra delen
- Bete Amanuel - "Emmanuels hus", har en detaljrik fasad, inomhus finns en spiraltrappa mot andra våningen, troligen fungerade denna kyrka som hovkapell. En bit utanför ligger Bet Lehem, en konformad krypt intill den uthuggna gången mot Bet Merkorios.
- Bete Merkorios, förbinds av en tunnel med Bet Amanuel, troligen fungerade denna kyrka tidigare som fängelse eller domstol då man hittat rester av bojor
- Bete Abba Libanos - "Abba Libanos hus", tillägnad ett etiopiskt helgon, omgiven av klippvägg på tre sidor, liknar till stora delar Bet Amanuel.
- Bete Gabriel Rufael - "Ärkeänglarnas hus", byggd i flera hallar och två gårdar, troligen fungerade denna kyrka tidigare som någon form av bostad.